# Études d'ingénieurs en Algérie
La formation d'ingénieurs en Algérie est précédée de deux années préparatoires dans les classes préparatoire aux sciences et techniques (CPST), les classes préparatoires sciences économiques, commerciales et sciences de gestion (CPSECSG) et les classes préparatoires en sciences de la nature et de la vie (CPSNV) aboutissant à un concours d'accès aux écoles nationales supérieures (CNC), ou bien de deux années de cycle préparatoire intégré.
Les études supérieures en Algérie se caractérisent par la particularité de disposer, en plus des universités, d'écoles d'ingénieurs. Celles-ci se distinguent notamment par une formation de haut niveau, une sélection à l'entrée et un effectif réduit.

## Écoles nationales supérieures post-prépas (Voie CNC)
En fonction de critères d'admissibilité, du score obtenu au concours d'entrée aux écoles nationales supérieures  ainsi que d'une liste personnelle de choix, chaque élève est affecté à une école d'ingénieurs pour une durée de trois ans.

### Domaine sciences et techniques
- École nationale supérieure d'informatique d'Alger
- École supérieure en informatique de Sidi Bel Abbès
- École nationale polytechnique d'Alger
- École nationale polytechnique d'Oran
- École nationale polytechnique de Constantine
- École nationale supérieure des travaux publics
- École nationale supérieure de l'hydraulique
- École Nationale Supérieure des Mines et Métallurgie d'Annaba
- École Supérieure de Technologies Industrielles d'Annaba
- École Supérieure des Sciences Appliquées de Tlemcen
- École Supérieure de Génie Électrique et Énergétique d'Oran
- École Supérieure des Sciences Appliquées d'Alger
- École Nationale Supérieure de Technologie

### Domaine des sciences économiques, commerciales et gestion
- École des hautes études commerciales d'Alger
- École Nationale supérieure en statistique et en économie appliquée
- École supérieure de commerce
- École supérieure de gestion et commerce international de Koléa
- École supérieure des sciences de gestion de Annaba
- École supérieure de comptabilité et de finance de Constantine
- École supérieure de management de Tlemcen
- École supérieure d’économie d’Oran

### Domaine des sciences de la nature et de la vie
- École nationale supérieure agronomique d'Alger
- École supérieure des Sciences de l’aliment et des industries agroalimentaires d’Alger
- École supérieure agronomique de Mostaganem
- École nationale supérieure de biotechnologie de Constantine
- École nationale supérieure en sciences de la mer et de l’aménagement du littoral d’Alger
- École supérieure en Sciences Biologiques d'Oran (ESSBO)

## Écoles nationales supérieures post-bac (Cycle préparatoire intégré)
En fonction de la moyenne obtenu au baccalauréat ainsi que d'une liste personnelle de choix.
- École nationale supérieure d'informatique
- École polytechnique d'architecture et d'urbanisme
- École nationale supérieure de technologie d'Alger
- École nationale supérieure de biotechnologie